# Дворянське гніздо (фільм)
«Дворянське гніздо» — радянський художній фільм 1969 року, режисера Андрія Кончаловського за мотивами однойменного роману І. С. Тургенєва.

## Сюжет
Головний герой фільму Федір Іванович Лаврецький повертається в свій маєток після 11-річного проживання в Парижі, в якому залишилася його дружина. Розчарований життям, обманутий дружиною, що йому зрадила, та змучений довгою розлукою з Росією — так виглядає герой на початку фільму. Незабаром Лаврецький закохується в чарівну юну дочку своєї двоюрідної сестри, Лізу. Через якийсь час Лаврецький дізнається з газет про смерть в Парижі дружини. Освідчення в коханні Лізі і одночасний приїзд до маєтку раптово «воскреслої» дружини ускладнюють, здавалося б, простий сюжет…

## У ролях
- Ірина Купченко —  Ліза Калітіна
- Леонід Кулагін —  Федір Іванович Лаврецький
- Беата Тишкевич —  Варвара Павлівна
- Тамара Чернова —  Марія Дмитрівна Калітіна
- Віктор Сергачов —  Паншин Володимир Миколайович
- Василь Меркур'єв —  Гедеоновський Сергій Петрович
- Олександр Костомолоцький —  Лем
- Марія Дурасова —  Марфа Тимофіївна Пестова
- Володимир Кочуріхін —  Антон
- Сергій Никоненко —  Гришка
- Микита Михалков —  князь Нелідов
- Микола Губенко —  Ситников
- Нонна Терентьєва —  Жюстіна
- Зоя Рупасова —  Акуліна
- Дар'я Семенова —  Олена
- Лілія Огієнка-Олів'є —  княжна Гагаріна
- Олена Тяпкіна —  епізод
- Леонід Плешаков —  епізод

## Знімальна група
- Автори сценарію: Валентин Єжов,  Андрій Михалков-Кончаловський
- Режисер:  Андрій Михалков-Кончаловський
- Оператор:  Георгій Рерберг
- Художники:  Олександр Бойм,  Микола Двигубський,  Михайло Ромадін
- Композитор:  В'ячеслав Овчинников
- Монтаж: Л. Покровська
- Костюми: В. Нісський
- Звук: Раїса Маргачова
- Консультант по історичному костюму  Марія Мерцалова